# Calamiana illota
Calamiana illota és una espècie de peix de la família dels gòbids i de l'ordre dels perciformes.

## Hàbitat
És un peix de clima tropical i demersal.

## Distribució geogràfica
Es troba al Pacífic occidental central: Singapur, Tailàndia, Brunei i les Filipines.

## Observacions
És inofensiu per als humans.